# 襄陵城隍庙
襄陵城隍庙位于中国山西省襄汾县襄陵镇中兴村，原为三进，占地面积2753.4平方米。现仅存献殿和钟鼓楼，位于一废弃的小学院内。献殿面阔五间，进深二椽，卷棚悬山顶。钟楼、鼓楼为清道光三年（1823年）重修，均为攒尖顶，高二层、11.9米，钟楼边长2.93米，鼓楼边长2.95米。钟楼内悬挂的铁钟系金大定六年铸造。。1984年列为襄汾县文物保护单位。2021年对襄陵城隍庙钟楼、鼓楼进行抢修。